# マサ北宮
マサ北宮（-きたみや、1988年10月27日 - ）は、日本の男性プロレスラー。本名、ならびに旧リングネームは、北宮 光洋（きたみや みつひろ）。富山県砺波市出身。血液型B型。プロレスリング・ノア所属。

## 経歴
富山県立高岡商業高等学校、桃山学院大学時代はレスリング部に所属し、大学では主将も務めた。
大学卒業後、健介オフィス（後のダイヤモンド・リング）に入門。2011年9月25日、健介オフィス自主興行・富山産業展示館（富山テクノホール）大会において同い年の梶原慧を相手にデビューを飾った。
明るい性格と元気の良さが持ち前で、それらを生かした突貫ファイトが特徴。
デビュー以降は所属するダイヤモンド・リングのホームマッチに加え、プロレスリング・ノアの興行にも、他のダイヤモンド・リング所属選手とともに定期的に参戦しセコンド業務もこなす。
2014年3月4日、定期参戦しているノアへの移籍が決定した。
2015年1月10日、森嶋猛との一騎討ちを終え、超危暴軍に加入した。
2016年4月11日、北宮がかつて所属した団体であるダイヤモンド・リングのスーパーバイザーであり、北宮も尊敬するマサ斎藤にあやかり、マサの承諾を得てマサ北宮へと改名した。
7月16日、丸藤正道&矢野通組の保持するGHCタッグ王座に中嶋勝彦と組んで挑戦するも、北宮が丸藤からフォール負けを喫した。
9月23日、杉浦貴の保持するGHCヘビー級王座に初挑戦するも、敗れた。
11月23日、グローバル・リーグ戦をブロック1位で勝ち上がり優勝をかけて鈴木みのると対戦するも敗れ、準優勝となった。
2018年3月11日、サイトー・スープレックス3連発からのフォール勝ちでGHCタッグ王座を獲得する。
2025年3月22日、OZAWAの保持するGHCヘビー級王座に8度目となる挑戦をするも敗れる。

## 得意技
かつてダイヤモンド・リング時代のライバルでもある中嶋、宮原健斗とは全く違い、北宮の技は尊敬するマサ斎藤のようなものを繰り出すことがある。前述の通り、突貫ファイトでぶつかって行くようなプロレスを身上としている。

### フィニッシュ・ホールド
サイトー・スープレックス
マサ斎藤の捻り式バックドロップと同型。現在の北宮のフィニッシュ・ホールド。
監獄固め
こちらもサイトースープレックス同様、マサの技であり、北宮のもう一つのフィニッシュ・ホールド。
首狩式監獄固め
ここ一番で繰り出す北宮オリジナルの奥の手。上記の監獄固めをかけた状態で、相手の頭部を片腋に抱え込んで締め上げる。監獄固めとフロント・ネックロックの複合技。
ダイビング・セントーン
ここ一番で使用する奥の手。マット上に寝転んだ相手に向かって、コーナー上からダイブしてセントーンを放つ。なお、中嶋との金網デスマッチでは金網の上から放ったこともある。

### 打撃技
スピアー
若手時代から得意とする。通常のスピアーに加え、監獄固めへの布石となる膝攻めのレパートリーとして相手の膝裏へのスピアーも使用する。
エルボー
エルボー・スタンプ
バックエルボー
逆水平チョップ
チョップ・スマッシュ
ヘッドバット
北宮のヘッドバットは、上記の監獄固めで固めている際に放つパターンも使用する。
張り手
クローズライン
マッケンロー
相手の膝裏へのラリアット。

### 投げ技
バックフリップ
若手時代からの得意技。走り込んで来た相手にカウンターで放つ場合もある。
ダブル・ニー・クラッシャー
正面から相手を水車落としの体勢で右肩に担ぎ上げ、両膝着地と同時に勢いよく前方へ投げ落とし相手の両膝をマットに打ちつける変形ニー・クラッシャー。北宮が得意とする膝殺しの１つで、北宮の場合はこの技から監獄固めに移行することがある。
ドラゴン・スクリュー
膝攻めのレパートリーとして使用する。
ジャーマン・スープレックス
若手時代から得意とする。サイトー・スープレックスをフィニッシュとしてからは、使用頻度は減少している。
ドリル・ア・ホール・パイルドライバー
ブレーンバスター
雪崩式ブレーンバスター

### 飛び技
セントーン
マット上に寝転んだ相手に向かってジャンプし、背面から相手の上に落ちてダメージを与える技。

### 関節技
サソリ固め
基本的には上記の監獄固めを使用するが、若手との試合ではサソリ固めを使用する場合もある。

## タイトル歴
プロレスリング・ノア
- GHCタッグ王座：8回

37代（パートナー：拳王）
42・44・55代（パートナー：中嶋勝彦）
56代（パートナー：清宮海斗）
60代（パートナー：マイケル・エルガン）
63代（パートナー：稲葉大樹）
72代（パートナー：杉浦貴）

## 入場テーマ曲
- GO FOR BROKE（北村陽之介）

## テレビ出演
- 若者たち2014 第1話、第5話（2014年7月 - 8月、フジテレビ） - 北宮光洋 役[7]